# Юго-западный медицинский центр Техасского университета
Юго-западный медицинский центр Техасского университета (англ. University of Texas Southwestern Medical Center, сокр. UT Southwestern или UTSW) — публичный научно-исследовательский медицинский центр в Далласе, штат Техас. Крупнейшая медицинская школа в системе Техасского университета и штата Техас, со штатом 13 568 сотрудников и 2445 преподавателей, более 2,7 млн амбулаторных посещений в год. На базе медицинского центра ежегодно обучаются около 3700 студентов-медиков и аспирантов.

## История
Под руководством доктора Эдварда Х. Кэри и Карла Хоблитцеля группа жителей Далласа организовала в 1939 году Юго-западный медицинский фонд для содействия медицинскому образованию и исследованиям в Далласе. Когда в 1943 году Бейлорский университет перенес свою медицинскую школу из Далласа в Хьюстон, фонд официально учредил Юго-западный медицинский колледж как 68-ю медицинскую школу в Соединенных Штатах. Изначально располагался в нескольких заброшенных бараках.
После Второй мировой войны была предложена новая государственная медицинская школа, руководители Southwestern Medical Foundation предложили оборудование колледжа, библиотеку и определённые ограниченные средства системе Техасского университета при условии, что университет разместит свое новое медицинское отделение в Далласе. Попечительский совет принял это предложение и в 1949 году колледж стал Юго-западной медицинской школой Техасского университета.
В ноябре 1972 года название и сфера деятельности медицинской школы были изменены в связи с её реорганизацией в Центр медицинских наук Техасского университета в Далласе. Это предусматривало скоординированное, но раздельное медицинское образования: научно-исследовательское, академическое и базовое.
В октябре 1987 года попечительский совет системы Техасских университетов одобрил изменение названия медицинского научного центра на Юго-западный медицинский центр Техасского университета в Далласе. Центр состоит из трех высших учебных заведений: Юго-западная медицинская школа UT, Юго-западная высшая школа биомедицинских наук Техасского университета и Юго-западная школа медицинских профессий Техасского университета.

## Исследование
Ученые и врачи-исследователи Юго-западного медицинского центра Техасского университета проводят исследования рака, стволовых клеток, нейробиологии, сердечных заболеваний и инсульта, артрита, диабета и многих других областей.
В Институте мозга на территории кампуса исследователи изучают основы молекулярной работы мозга и их применение для профилактики и лечения заболеваний и травм мозга. Институт занимается нейродегенеративными заболеваниями; депрессия и психические расстройства; мигрени; и заболевания позвоночника, нервов и мышц. Также в Институте работают специалисты по голосу, специалисты по реабилитации и нейроиммунологи, а также ученые-теоретики и специалисты в области клеточной и молекулярной нейробиологии, нейробиологии, регенеративной медицины, нейроинженерии, визуализации и генетики.
Исследователи из Универсального онкологического центра сосредоточены на создании лекарств, подобных химическим веществам, которые стимулируют или подавляют рост рака, и на расшифровке механизмов в сетях регуляции клеток. Исследователи в области биологии развития, биологии рака и биологии стволовых клеток работают над тем, как процессы развития способствуют прогрессированию рака.
Исследования Техасского института травм и восстановления головного мозга при UTSW посвящены травмам и состояниям головного мозга, включая черепно-мозговую травму, инсульт и болезнь Альцгеймера. Институт также способствует обучению и профилактике травм головного мозга.

## Известные люди
Семь нобелевский лауреатов в какой-то момент своей карьеры были связаны с Юго-западным медицинским центром Техасского университета и были удостоены Нобелевских премий:
- Майкл Браун и Джозеф Голдштейн в 1985 году разделили Нобелевскую премию по физиологии и медицине за открытие основного механизма метаболизма холестерина.
- Иоганн Дайзенхофер, профессор биохимии и исследователь, получил Нобелевскую премию 1988 года по химии за использование рентгеновской кристаллографии для описания структуры белка, участвующего в фотосинтезе.
- Альфред Гилман получил Нобелевскую премию по физиологии и медицине 1994 года за открытие G-белков и роли, которую они играют в сложных процессах, посредством которых клетки взаимодействуют друг с другом. Гилман, почетный регент, умерший в декабре 2015 года, был деканом Юго-западной медицинской школы Техасского университета.
- Брюс Бетлер, директор Центра генетики защиты хозяев, разделил Нобелевскую премию по физиологии и медицине 2011 года с двумя другими учеными за исследования их иммунной системы. Доктор Бейтлер был удостоен чести за открытие рецепторных белков, которые распознают болезнетворные агенты и активируют врожденный иммунитет .
- Томас Зюдхоф, профессор нейробиологии, разделил Нобелевскую премию по физиологии и медицине 2013 года с двумя другими учеными за открытия, касающиеся клеточных транспортных систем.
- Линда Бак (лауреат премии 2004 года в области медицины) также защитила здесь докторскую диссертацию.